# Nulato Hills
Die Nulato Hills sind ein Gebirgszug im Westen Alaskas zwischen Yukon und Norton Sound. Im Norden gehen sie in die Tiefebene des Selawik Rivers über, im Süden reichen sie bis ins Yukon-Kuskokwim-Delta. Auf Höhe der Seward-Halbinsel verläuft die kontinentale Wasserscheide durch die Nulato Hills. In den Nulato Hills entspringt der Anvik River und der Bonasila River.
Die Ausdehnung in nordsüdlicher Richtung beträgt über 500 km, in ostwestlicher bis zu 130 km. Der höchste Berg der Nulato Hills ist der Debauch Mountain mit 1040 m.
Die Nulato Hills bestehen im Wesentlichen aus nordöstlich verlaufenden, gleichmäßig geformten Bergrücken, die zwischen 300 und 600 m über dem Meer liegen und abgerundete Gipfel und sanfte Hänge haben. Das lokale Relief beträgt 150 bis 450 m Höhenunterschied. Drei Hochlandgebiete mit steileren Bergrücken erreichen etwa 1.200 m Höhe. Die Gewässer der östlichen Seite fließen in den Yukon River und die auf der anderen Seite direkt in den Norton Sound. Die gesamte Region liegt im Permafrostbereich. Gletscher sind nicht vorhanden.
Zwischen Kaltag am Yukon und Unalakleet an der Küste des Norton Sounds gibt es mit der Kaltag Portage eine Passage durch das Küstengebirge, die auch 1925 für die durch eine Diphtherieepidemie veranlasste Hundeschlittenstaffel nach Nome genutzt wurde und heute Teil des Iditarod-Hundeschlittenrennens ist.